# Alšia
Die Alšia ist ein 38,3 Kilometer langer Fluss in Litauen. Sie mündet südwestlich des Städtchens Stakliškės als rechter und bedeutendster Nebenfluss in die Verknė, einen Zufluss der Memel (litauisch Nemunas). Das naturbelassene und unbegradigte Flüsschen mäandriert sehr stark und fließt durch eine dünn besiedelte Natur- und Kulturlandschaft. Die Region ist von Landflucht geprägt. Im Einzugsgebiet mit 137,8 km² Fläche befinden sich mehrere Seen.

## Verlauf

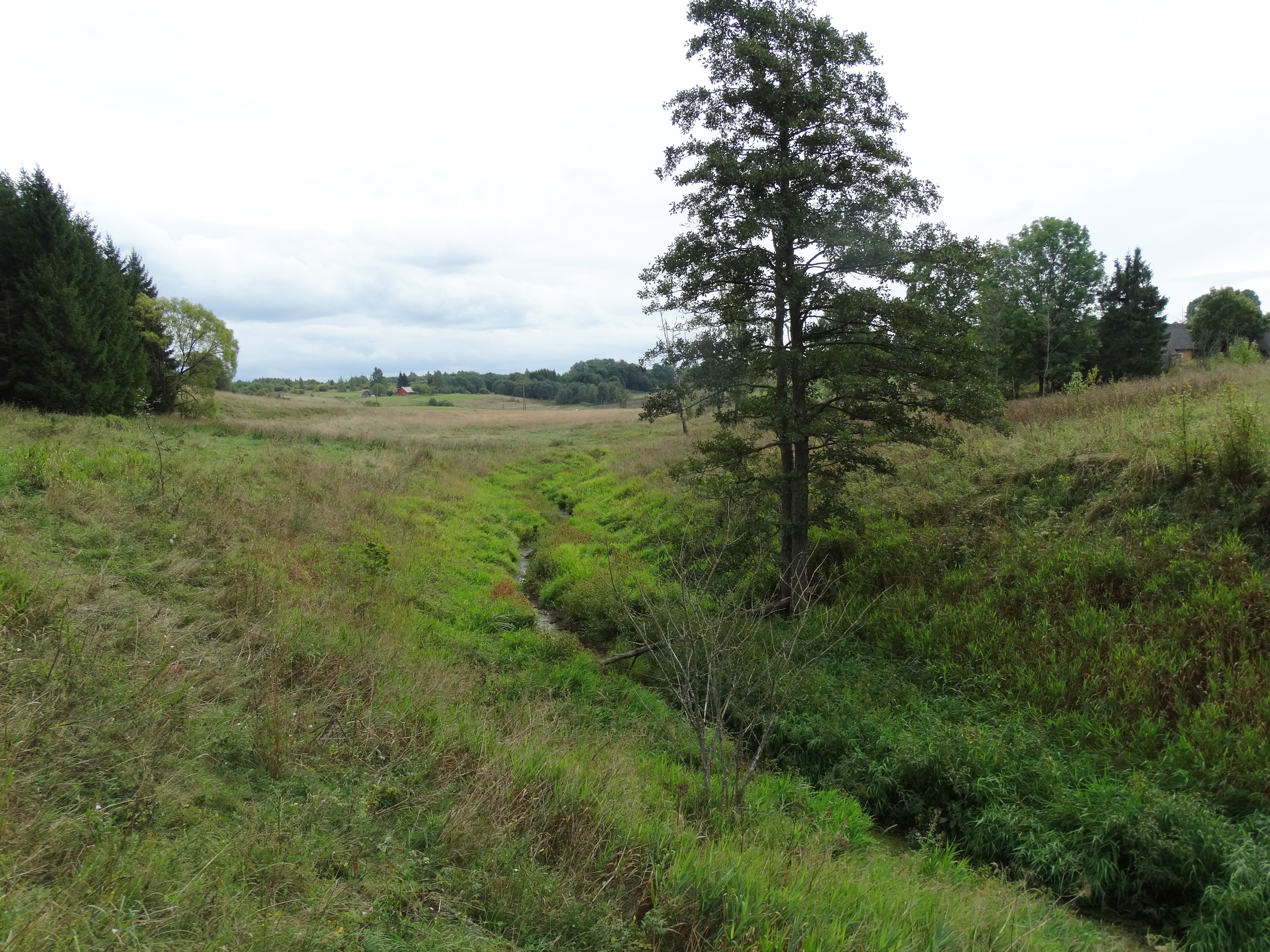
Oberlauf der Alšia

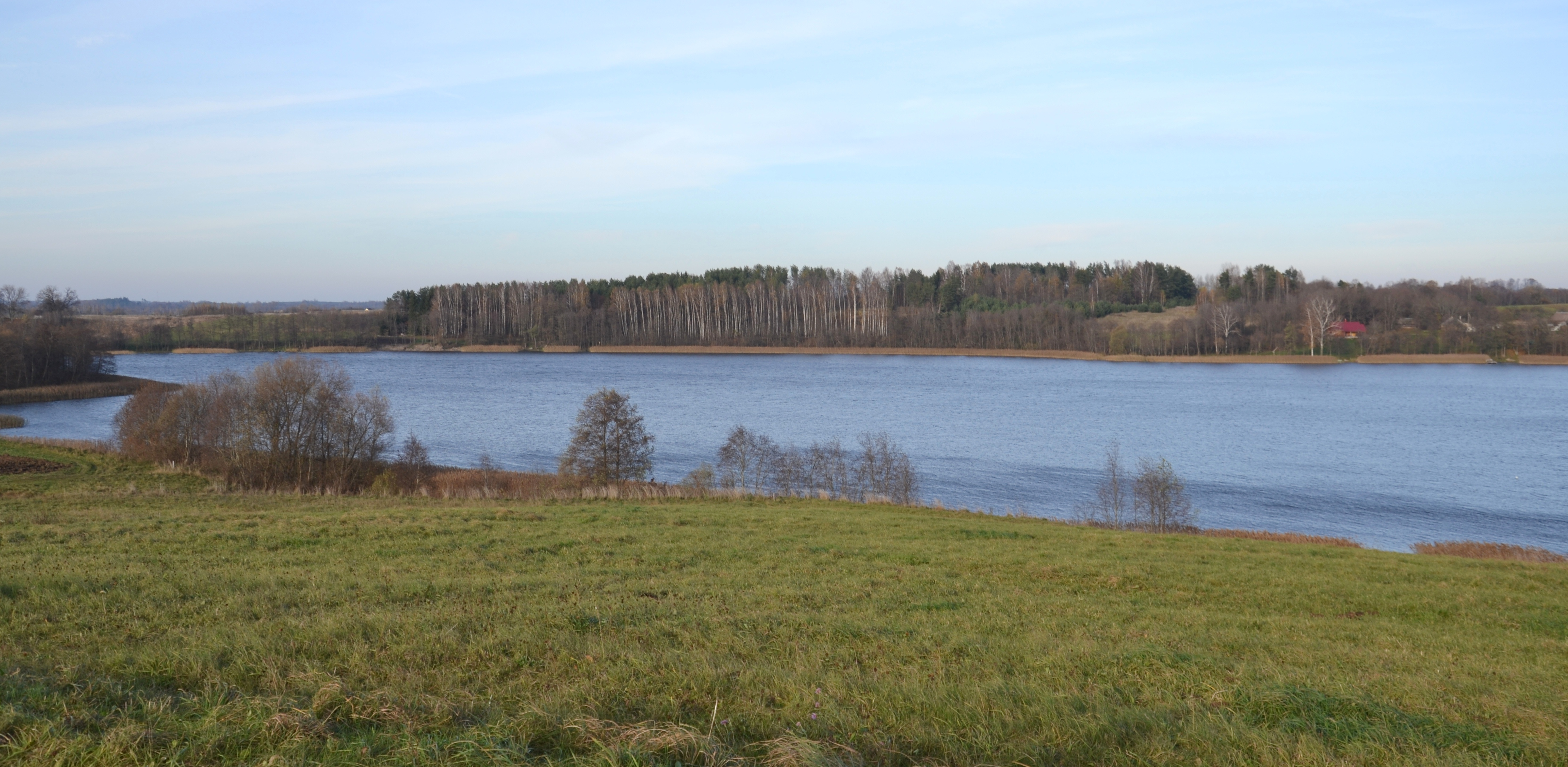
Alšiai-See

Die Alšia entspringt aus dem 0,52 km² großen Švenčius-See, etwa neun Kilometer nordwestlich von Aukštadvaris. Zuflüsse des Sees sind die Vadrė und vier unbenannte Bäche. Nach 12,5 Kilometer fließt die Alšia in den 0,46 km² großen Alšiai-See (auch Pieštuvėnų ežeras).
Die Mündung befindet sich 24,1 Kilometer oberhalb der Mündung der Verknė in die Memel.
Orte am Ufer sind (Einwohnerzahl von 2011 in Klammern): Ringailiai (24) in der Rajongemeinde Kaišiadorys, Mockonys (12), Alšininkai (92), Sudvariškės (38) und Trečionys (39) in der Rajongemeinde Prienai. Bei Noreikiškės befinden sich die Reste zweier Wallburgen. und südlich des Alšiai die Wallburg Pieštuvėnų piliakalnis.

## Hydrologie
Das durchschnittliche Gefälle beträgt 275 Zentimeter pro Kilometer, bei 900 Zentimeter im Oberlauf und 132 Zentimetern auf den letzten 25 Kilometern. Die Wasserführung im Mündungsbereich liegt bei maximal 30 m³/s, durchschnittlich bei 1,06 m³/s und minimal bei 0,1 m³/s. Die Seen im Oberlauf regulieren den Abfluss der Alšia. Der Höhenunterschied zwischen Hoch- und Niedrigwasser beträgt weniger als einen Meter.

### Zuflüsse
Die beiden wichtigsten Zuflüsse der Alšia sind Virkius mit 9,9 km Länge und einem Einzugsgebiet von 18,4 km² und Kamainė mit 6,5 km und einem Einzugsgebiet von 18,9 km². Die Vorfluter sind (Länge in Kilometern):
- links: Karvė (2,8), Veršiukas (3,8), Juodupis (3,4), Zelvia (3,6), Sulinga (2,5), Tauriekėlė (5,7), Meduja (2,8);
- rechts: Virkius (9,9), Kamainė (6,5).

### Wasserlaufnummern
Die Wasserlaufnummern sind nach litauischer Nummerierung: Alšia – 10011083, Verknė – 10011050 und Memel – 10010001.

## Wassersport
Die Alšia kann mit Kajaks, Kanus oder Schlauchbooten auf 33 Kilometer Länge auch von Anfängern befahren werden.